# Усть-Ижма
Усть-Ижма (коми Изьвавом) — деревня в Ижемском районе Республики Коми России. Входит в состав сельского поселения Кельчиюр.

## Этимология
Название происходит от местоположения деревни (вблизи устья реки Ижмы).

## История
Усть-Ижма была основана в период между 1763 и 1766 годами. В 1782 году в деревне Выжемской проживало 65 человек (26 мужчин и 39 женщин); в 1816 году — 64 человека. По данным на 1859 год в селе Усть-Ижемском (Устьянском, Устье) числились православная церковь, 29 дворов и 253 жителя (124 мужчины и 129 женщин); в 1905 году — 85 дворов и 602 жителя (283 мужчины и 319 женщин).
По состоянию на 1920 год, в Устьижемском имелось 104 двора и проживало 529 человек (237 мужчин и 292 женщины). В административном отношении село входило в состав Галовской волости Ижмо-Печорского уезда. В 1930 году в деревне Усть-Ижма имелись школа и пароходная стоянка.

## География
Деревня находится в северо-западной части Республики Коми, в пределах Печорской низменности, на правом берегу реки Ижмы, вблизи места впадения её в реку Печору, на расстоянии примерно 55 километров (по прямой) к северо-западу от села Ижмы, административного центра района. Абсолютная высота — 51 метр над уровнем моря.
Климат
Климат характеризуется как умеренно континентальный, с продолжительной морозной многоснежной зимой и коротким прохладным летом. Средняя температура воздуха самого тёплого месяца (июля) составляет 14,6 °C; самого холодного (января) — −17,4 °C. Среднегодовое количество атмосферных осадков составляет 527 мм.
Часовой пояс
Усть-Ижма, как и вся Республика Коми, находится в часовой зоне МСК (московское время). Смещение применяемого времени относительно UTC составляет +3:00.

## Население
| 2010 |
| ---- |
| 529  |

Гендерный состав
По данным Всероссийской переписи населения 2010 года в гендерной структуре населения мужчины составляли 50,3 %, женщины — соответственно 49,7 %.
Национальный состав
Согласно результатам переписи 2002 года, в национальной структуре населения коми-ижемцы составляли 77 % из 587 чел.